# Andronikos I Komnenos
Andronikos I Komnenos (tiếng Hy Lạp cổ: Ανδρόνικος Αʹ Κομνηνός, Andrónikos I Komnēnós; khoảng 1118 – 12 tháng 9, 1185), là Hoàng đế Đông La Mã từ năm 1183 đến năm 1185. Ông là con trai của Isaakios Komnenos và là cháu của hoàng đế Alexios I. Về sau Isaakios Angelos, một đối thủ chính trị của Andronikos được sự trợ giúp của người dân đã tiến hành đảo chính và giết chết ông. Nhà Komnenos đã kết thúc, nhường chỗ cho nhà Angelos lên thay.

## Tiểu sử

### Thuở hàn vi
Andronikos Komnenos chào đời khoảng năm 1118. Ông nổi tiếng vì dung mạo tuấn tú và có tài hùng biện, năng động, nhiệt huyết, dũng cảm, một tướng lĩnh xuất sắc và một chính trị gia tài ba, nhưng lại có lối sống trụy lạc. Thuở hàn vi ông chỉ mải mê vui thú điền viên và phục vụ trong quân đội hòng tìm kiếm công danh trên con đường binh nghiệp. Năm 1141 ông bị người Thổ Seljuq bắt làm tù binh và vẫn nằm trong tay họ suốt một năm. Khi được chuộc tiền trả tự do, ông bèn đi tới kinh thành Constantinopolis và được giữ lại trong triều đình của người em họ, Hoàng đế Manouel I Komnenos với sự tiếp đãi long trọng. Tại đây chính vẻ đẹp "chim sa cá lặn" của cô cháu gái tên Eudoxia đã khiến ông chết mê chết mệt và hai người ngầm qua lại với nhau. Năm 1152, nhờ sự hộ tống của Eudoxia, ông bắt đầu lên đường tới nhậm chức chỉ huy một trọng trấn tại Cilicia. Thất bại trong một lần liều lĩnh đánh vào Mopsuestia, ông quay trở về triều nhưng lại được bổ nhiệm làm chỉ huy quân sự của một tỉnh. Đây là chức vụ thứ hai mà xem chừng cũng bị Andronikos bỏ bê sau một khoảng thời gian ngắn, để xuất đầu lộ diện tại Constantinopolis và suýt nữa thì chết trong tay những người anh em của Eudoxia.

### Lưu đày
Khoảng năm 1153, một âm mưu chống lại Hoàng đế mà Andronikos có tham gia bị phát hiện, và ông bị tống vào ngục. Sau những nỗ lực không thành công lặp đi lặp lại, ông trốn thoát được vào năm 1165. Sau khi trải qua rất nhiều nguy hiểm, như bị giam giữ tại lãnh địa Vlach, ông mới đặt chân đến thành Kiev, nơi có triều đình của người em họ Yaroslav Osmomysl xứ Galicia. Trong lúc dưới sự che chở của Yaroslav, Andronikos đã giao kết đồng minh với Hoàng đế Manouel I, nhờ sở hữu đạo quân Galicia mà ông đã tháp tùng Manouel trong cuộc chinh phạt xứ Hungary, giúp công hãm thành Semlin. Chiến dịch này đã thành công và Andronikos quay trở về Constantinopolis với Manouel I vào năm 1168; tuy vậy một năm sau đó, Andronikos đã từ chối tuyên thệ trung thành với nhà vua tương lai Béla III xứ Hungary, mà Manouel mong muốn trở thành người kế nhiệm. Andronikos bị loại khỏi triều đình nhưng bù lại được ban cho tỉnh Cilicia.
Vì vẫn còn bị Hoàng đế nghi kị, Andronikos đành chạy đến nương tựa chỗ Raymond, Vương công xứ Antiochia. Trong thời gian sinh sống tại đây ông đã say đắm và quyến rũ cô con gái xinh đẹp của Vương công tên là Philippa, em gái của Hoàng hậu Maria. Hoàng đế lại một lần nữa tức giận bởi sự ô nhục này, và Andronikos đã buộc phải trốn thêm lần nữa. Ông chạy sang lánh nạn tại triều đình của vua Amalric I xứ Jerusalem với sự đối đãi lịch thiệp và còn phong ông làm Lãnh chúa Beirut. Ở Jerusalem ông được diện kiến Theodora Komnene, góa phụ xinh đẹp của vua Baldwin III và là cháu gái của Hoàng đế Manouel. Dù lúc đó Andronikos đã năm mươi sáu tuổi, thế nhưng tuổi tác đã không hề làm giảm đi sức quyến rũ của ông, và Theodora đã trở thành nạn nhân tiếp theo trước sức quyến rũ đầy khéo léo của ông. Để tránh sự trả thù của Hoàng đế, bà cùng chạy trốn với Andronikos đến triều đình của Nur ad-Din, Hồi vương Damascus. Lo ngại nơi đây không an toàn, đôi tình nhân tiếp tục cuộc hành trình đầy rủi ro xuyên qua Kavkaz và Anatolia. Họ nhận được sự đón tiếp nồng hậu của Vua Giorgi III xứ Gruzia, có một cô em gái vô danh mà khả năng đã trở thành người vợ đầu tiên của Andronikos.
Andronikos được ban điền sản tại Kakhetia, phía đông xứ Gruzia. Năm 1173 hoặc năm 1174, ông đi theo đoàn quân xứ Gruzia trong cuộc viễn chinh đến miền Shirvan lên đến bờ biển Caspi, nơi Giorgi chiếm lại pháo đài Shabaran từ tay quân xâm lược thành Darband cho anh em họ của mình là Shirvanshah Akhsitan I. Cuối cùng, Andronikos và Theodora đã định cư tại vùng đất tổ tiên của nhà Komnenos ở Oinaion, trên bờ biển Đen, giữa Trebizond và Sinope. Trong lúc Andronikos đang thực hiện một trong những chuyến xâm nhập của mình vào Trebizond, lâu đài của ông đã bị viên thống đốc của tỉnh đó kéo quân đánh úp và bắt giữ Theodora và hai đứa con của bà rồi gửi họ đến Constantinopolis. Để vợ con được phóng thích mau chóng Andronikos vào đầu năm 1180 đã khổ sở quy thuận Hoàng đế, xuất hiện dưới bộ dạng bị xiềng xích và cầu xin sự tha thứ. Nhờ vậy mà ông mới được phép ẩn cư với Theodora ngay tại chốn lưu đày ở Oinaion.

### Triều đại
Năm 1180, vị Hoàng đế già nua Manouel lâm trọng bệnh qua đời và ngôi vị được trao lại cho cậu con trai mười một tuổi của ông là Alexios II, do hoàng đế tuổi còn nhỏ chưa thể tự mình cai trị, chính vì vậy mà nữ hoàng Maria thành Antioch lên nắm quyền nhiếp chính. Gốc gác và văn hóa Latinh của bà đã dẫn đến sự oán giận âm ỉ từ thần dân Hy Lạp của Đế quốc Đông La Mã. Họ cảm thấy như bị xúc phạm bởi những thị hiếu phương Tây của Manouel, và dưới ách thống trị của Thái hậu Maria đã gây nên tình trạng căng thẳng dẫn đến sự bùng nổ một vụ bạo loạn gần như biến thành một cuộc nội chiến toàn diện. Điều này đã tạo điều kiện cho Andronikos tranh đoạt ngai vàng, vì vậy mà ông đã từ bỏ đời sống ẩn dật vào năm 1182 và hành quân tiến về Constantinopolis với lực lượng riêng của mình. Sự đào ngũ của viên tư lệnh hải quân Đông La Mã, megas doux Andronikos Kontostephanos, và tướng quân Andronikos Angelos, đã đóng một vai trò quan trọng cho phép quân nổi dậy tiến vào kinh thành Constantinopolis một cách thuận lợi.
Sự hiện diện của Andronikos Komnenos đã gây nên tai tiếng qua vụ thảm sát cư dân Latinh trong thành phố, chính là thế lực hầu như kiểm soát cả nền kinh tế của Đông La Mã, dẫn đến cái chết của hàng ngàn người phương Tây. Ông được cho là người đã sắp đặt việc đầu độc chị cả của Alexios II là Maria Porphyrogenita và chồng là Renier xứ Montferrat, dù chính Maria đã khuyến khích ông can thiệp chính sự trong triều; dân chúng còn đồn đại kẻ bỏ thuốc độc có khả năng chính là thái giám Pterygeonites. Ngay sau đó Andronikos đã sai người giam cầm Thái hậu Maria và sau bị — buộc vị tiểu hoàng đế Alexios phải ký lệnh xử tử mẹ mình — Pterygeonites và hetaireiarches Konstantinos Tripsychos giết chết. Alexios II đã buộc phải thừa nhận Andronikos là đồng hoàng đế trước mặt quần thần trên sân thượng Thánh đường Kitô giáo Chalkè và sau đó nhanh chóng ban cái chết cho từng người một; việc giết hại do Tripsychos, Theodoros Dadibrenos, và Stephanos Hagiochristophorites thực hiện. Tháng 9 năm 1183, sau khi loại bỏ các đối thủ tiềm năng của mình, ông tự đăng quang hoàng đế và loại bỏ Alexios II, đồng thời lấy luôn người vợ cũ mới chỉ mười hai tuổi của vị tiểu hoàng đế này là Agnes nước Pháp, con gái của Vua Pháp Louis VII và người vợ thứ ba của ông Adèle xứ Champagne — dù lúc này Andronikos đã sáu mươi lăm tuổi và Agnes từng được hứa gả cho Alexios II. Đến tháng 11 năm 1183, Andronikos chính thức phong cho đứa con hợp pháp Ioannes Komnenos làm đồng hoàng đế để đủ tư cách kế vị mình trong tương lai. Năm 1184, đoàn sứ thần Venezia đã tới thăm Constantinopolis, và một thỏa thuận đã đạt được giữa hai bên về vấn đề bồi thường 1.500 đồng vàng sẽ được chi trả cho các khoản lỗ phát sinh vào năm 1171.
Andronikos bắt đầu triều đại của ông bằng các biện pháp cải cách chính phủ được các sử gia ca ngợi. Theo George Ostrogorsky, Andronikos đã quyết tâm nhổ tận gốc tham nhũng: dưới sự cai trị của ông, việc mua bán quan tước bị loại bỏ, việc lựa chọn nhân lực phải dựa trên thành tích, chứ không phải là nhờ thiên vị và các mối quan hệ xã hội, các quan chức được trả lương hậu hĩnh để giảm thiểu hối lộ. Tại các tỉnh, nhờ cải cách Andronikos mà sản xuất được cải thiện một cách nhanh chóng và rõ rệt. Nhưng đồng thời Hoàng đế cũng vấp phải sự chống đối từ giới quý tộc, và để làm cho vấn đề đỡ tồi tệ hơn, Andronikos dường như đã trở thành một bạo chúa; hành quyết và bạo lực đã trở thành ngày càng phổ biến, và triều đại của ông trở thành một triều đại của khủng bố khiến cho cả Đế quốc rơi vào cảnh dầu sôi lửa bỏng. Andronikos dường như muốn tiêu diệt hết giới quý tộc và đại địa chủ. Cuộc chiến chống lại tầng lớp quý tộc trở thành một cuộc tàn sát, trong khi Hoàng đế phải viện đến các biện pháp tàn nhẫn hơn bao giờ hết để giữ vững chế độ của mình. Dù nỗ lực ngăn chặn nhiều vụ lạm quyền nhưng trên hết tất cả chỉ để nhằm kiểm soát chế độ phong kiến và hạn chế quyền lực của giới quý tộc, có nguy cơ tranh giành ngôi vị của Andronikos. Về phần dân chúng cảm thấy sự hà khắc của pháp luật dưới thời ông, đồng thời thừa nhận công lý của họ và thấy mình được bảo vệ khỏi sự nhũng nhiễu từ hàng ngũ quan lại cấp trên. Tháng 9 năm 1185, Hoàng đế đã ra lệnh hành quyết tất cả tù nhân, những kẻ lưu vong, và gia đình của họ vì tội thông đồng với quân xâm lược. Giới quý tộc quá sức căm phẫn đã lần lượt vùng dậy chống lại ông, và nhiều vụ bạo loạn bùng nổ ngay lập tức.
Mặc dù có một lực lượng quân sự mạnh, Andronikos đã không thể đối phó với Isaakios Komnenos, Béla III của Hungary, người đã sáp nhập vùng lãnh thổ Croatia vào Hungary, và Stephen Nemanja xứ Serbia đã tuyên bố sự độc lập của mình với Đông La Mã. Tuy nhiên, không một ai có thể so sánh với cuộc xâm lăng của Vua William II xứ Sicilia. William cho đổ quân tại xứ Ípeiros với một lực lượng hùng hậu gồm 200 tàu chiến và 80.000 quân trong đó có 5.000 hiệp sĩ, và hành quân về tận chân thành Thessaloniki, mà ông ta đã đánh chiếm và cướp phá một cách tàn bạo (làm chết hơn 7.000 người Hy Lạp). Andronikos liền tức tốc thu gom năm đạo quân khác nhau hòng ngăn cản quân đội Sicilia tiến về phía Constantinopolis, nhưng lực lượng của ông đã thất bại trong việc chặn đà tiến công của địch và đành phải rút lui về những ngọn đồi xa xôi. Andronikos còn huy động 100 tàu chiến bảo vệ thủ đô nhằm ngăn không để hạm đội Norman xâm nhập vào vùng biển Marmara nhưng khác gì hơn là ông không hề quan tâm đến dân chúng. Những kẻ xâm lược mãi sau này mới bị đánh đuổi vào năm 1186 dưới thời người kế vị là Isaakios Angelos.

### Cái chết

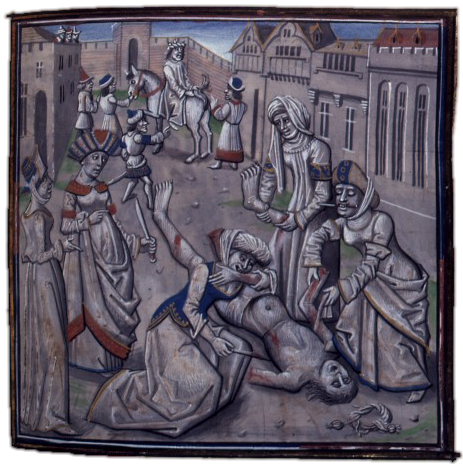
Tranh minh họa thời Trung Cổ về cái chết của Andronikos. Bản gốc nằm trong Thư viện Quốc gia Pháp.

Andronikos xem ra đã tìm được cách giải quyết để thanh trừng tầng lớp quý tộc, và kế hoạch của ông gần như thành công. Nhưng vào ngày 11 tháng 9 năm 1185, trong thời gian hoàng đế vắng mặt khỏi kinh đô thì một viên trung úy dưới quyền ông tên là Stephen Hagiochristophorites đã đi tới bắt giữ Isaakios Angelos, mà lòng trung thành bị nghi ngờ. Isaakios bèn ra tay giết chết Hagiochristophorites và chạy vào lánh nạn trong nhà thờ Hagia Sophia. Ông kêu gọi dân chúng vùng lên và hỗn loạn nhanh chóng lây lan khắp thành phố.
Khi Andronikos đến nơi thì mới phát hiện ra rằng Isaakios đã được phe nhóm phò tá lên ngôi hoàng đế rồi. Vị hoàng đế bị phế truất cố gắng trốn thoát trên một chiếc thuyền cùng với hoàng hậu Agnes và tình nhân của mình, nhưng họ đã bị lực lượng của tân đế bắt giữ tại chỗ (dù một số người cho rằng Andronikos đã sống sót và chạy trốn đến xứ sở mà về sau tự xưng là Vương quốc Síp). Isaakios đã trao ông cho đám đông dân chúng kinh thành và trong vòng ba ngày ông phải đối mặt với sự giận dữ và phẫn nộ của họ, còn lại trong thời gian đó gắn liền với bêu rếu ngoài đường phố và đánh đập tàn nhẫn. Họ chặt đứt tay phải của ông, bẻ răng giật tóc, khoét một mắt và lấy nước sôi tạt thẳng vào mặt, một loại hình phạt có thể liên quan tới dung mạo điển trai và đời sống phóng đãng của ông. Sau cùng người ta mới lôi vị hoàng đế khốn khổ đến Quảng trường đua xe ngựa Constantinopolis và treo đôi chân lên giữa hai cột trụ. Hai người lính Latinh còn đua nhau xem ai có thể dùng gươm đâm thủng cơ thể của hoàng đế sâu hơn nữa, và theo như lời mô tả của mấy nhân chứng đương thời bản thân ông phải chịu đựng cơn đau đớn cùng cực trước khi bị dân chúng trong cơn điên cuồng xé xác thành từng mảnh. Andronikos mất vào ngày 12 tháng 9 năm 1185. Khi hay tin về cái chết của hoàng đế, con trai và đồng hoàng đế của ông là Ioannes đã bị chính thuộc hạ sát hại tại Thracia. Andronikos I là vị hoàng đế cuối cùng của nhà Komnenos nắm quyền cai trị Constantinopolis, dù mấy người cháu của ông gồm Alexios và David đã sáng lập ra Đế quốc Trebizond vào năm 1204. Dòng dõi vương triều của họ còn được gọi là "Đại Komnenos" (Megaskomnenoi).

## Gia quyến
Andronikos I Komnenos đã kết hôn hai lần và có hàng đống nhân tình. Ông với người vợ đầu tiên không rõ tên tuổi sinh được ba đứa con:
- Manouel Komnenos (sinh 1145), cha của Alexios I và David Komnenos, những người sáng lập ra Đế quốc Trebizond
- Ioannes Komnenos (dường như sinh ra vào năm 1159 hoặc 1160), là đồng hoàng đế cùng phụ hoàng từ năm 1183 đến năm 1185 và đã bị giết chết trong năm đó
- Maria Komnene

Andronikos I có với tình nhân Theodora Komnene mấy người con sau đây:
- Alexios Komnenos (khoảng 1170–1199), tổ phụ bị nghi ngờ thuộc một dòng tộc Gruzia Andronikashvili.[13]
- Eirene Komnene (sinh khoảng 1169), kết hôn một thời gian ngắn với Alexios Komnenos, con trai của Hoàng đế Manouel I Komnenos có với Theodora Batatzina.

## Ảnh hưởng văn hóa
- Andronikos là nhân vật chính trong cuốn Against the Fall of Night của Michael Arnold (Garden City, New York: Doubleday 1975), cũng như tác phẩm Their Most Serene Majesties của Ange Vlachos (Vanguard Press, 1964).
- Andronikos được đề cập trong quyển tiểu thuyết lịch sử thời Trung Cổ của Louis L'Amour nhan đề The Walking Drum, với cái chết khủng khiếp của ông được nhân vật chính tiên đoán ra.
- Ông còn được miêu tả trong quyển tiểu thuyết Baudolino của Umberto Eco, với nhiều chi tiết về cái chết đầy ghê rợn của ông.
- Ông là một trong những nhân vật chính của cuốn tiểu thuyết lịch sử Agnes nước Pháp (1980) của nhà văn Hy Lạp Kostas Kyriazis (sinh 1920). Cuốn tiểu thuyết mô tả những sự kiện dưới thời Manouel I, Alexios II, và Andronikos I qua cái nhìn của Agnes. Cuốn tiểu thuyết kết thúc với cái chết của Andronikos.